# Saison 1964-1965 de l'AS Saint-Étienne
Chronologie
Saison précédente Saison suivante
Cette page présente la saison 1964-1965 de l'AS Saint-Étienne. Le club évolue en Division 1, en Coupe de France et en Coupe d’Europe des clubs champions.

## Résumé de la saison
- Le club a du mal à confirmer cette saison en terminant à une petite 7e place.
- Seulement 17 joueurs participent à cette saison, toutes compétitions confondus, contre 25 la saison dernière.
- L’élimination en Coupe d’Europe des clubs Champions dès le premier tour est un échec pour le club.

## Équipe professionnelle

### Transferts
Sont considérés comme arrivées, des joueurs n’ayant pas joué avec l’équipe 1 la saison précédente.
| Nom                  | Nationalité | Poste     | Transfert    | Provenance/Destination | Division                       |
| -------------------- | ----------- | --------- | ------------ | ---------------------- | ------------------------------ |
| Arrivées             |             |           |              |                        |                                |
| Fernand Barek        |             | Défenseur | -            | -                      | Formé au club                  |
| Jean-Baptiste Bordas |             | Milieu    | Transfert    | Le Havre AC            | Division 2                     |
| François Heutte      |             | Attaquant | Transfert    | RC Paris               | Division 1                     |
| Maryan Wisnieski     |             | Attaquant | Transfert    | Sampdoria Gênes        | Série A                        |
| Départs              |             |           |              |                        |                                |
| Robert Philippe      |             | Gardien   | -            | -                      | Toujours au club, n’a pas joué |
| René Donoyan         |             | Gardien   | Transfert    | Cherbourg              | Division 2                     |
| Roger Courbon        |             | Défenseur | Transfert    | Cherbourg              | Division 2                     |
| Eli Mercati          |             | Défenseur | -            | -                      | -                              |
| René Domingo         |             | Milieu    | Fin carrière | -                      | -                              |
| Manuel Balboa        |             | Milieu    | -            | -                      | -                              |
| Joseph Hartmann      |             | Milieu    | Transfert    | Aix-en-Provence        | Division 2                     |
| Jacques Foix         |             | Attaquant | Fin carrière | -                      | -                              |
| Jean-Claude Baulu    |             | Attaquant | Transfert    | Olympique de Marseille | Division 2                     |
| Jean Masson          |             | Attaquant | -            | -                      | -                              |
| Jacques Veggia       |             | Attaquant | Transfert    | Arles                  | -                              |

### Championnat

#### Matchs allers
| Date       | N o | Adversaire               | Lieu | Résultat | Buteurs pour Saint-Étienne                         | Points | Classement |
| ---------- | --- | ------------------------ | ---- | -------- | -------------------------------------------------- | ------ | ---------- |
| 29/08/1964 | J01 | FC Girondins de Bordeaux | Dom. | 0 - 1    | -                                                  | 0      | 12         |
| 05/09/1964 | J02 | FC Nantes                | Ext. | 4 - 1    | Ferrier 85e                                        | 0      | 16         |
| 12/09/1964 | J03 | Lille OSC                | Dom. | 3 – 3    | Guy 12e 35e, Mekloufi 79e                          | 1      | 15         |
| 20/09/1964 | J04 | Stade français FC        | Ext. | 2 - 3    | Guy 17e 84e, Salen 80e 85e                         | 3      | 14         |
| 26/09/1964 | J05 | Nîmes Olympique          | Dom. | 1 - 2    | Salen 11e                                          | 3      | 15         |
| 07/10/1964 | J06 | FC Rouen                 | Ext. | 0 - 1    | Guy 18e                                            | 5      | 15         |
| 11/10/1964 | J07 | RC Strasbourg            | Dom. | 1 – 1    | Guy 10e                                            | 6      | 15         |
| 17/10/1964 | J08 | Toulouse FC              | Ext. | 2 – 2    | Mekloufi 13e, Heutte 32e                           | 7      | 14         |
| 25/10/1964 | J09 | Olympique lyonnais       | Dom. | 6 - 0    | Salen 6e, Heutte 23e 43e, Guy 62e, Polak 75e (csc) | 9      | 8          |
| 01/11/1964 | J10 | Angers SCO               | Ext. | 0 - 1    | Guy 79e                                            | 11     | 5          |
| 08/11/1964 | J11 | RC Lens                  | Dom. | 2 – 2    | Heutte 25e, Guy 77e                                | 12     | 7          |
| 15/11/1964 | J12 | Stade rennais UC         | Ext. | 2 - 1    | Guy 79e                                            | 12     | 10         |
| 22/11/1964 | J13 | US Valenciennes-Anzin    | Dom. | 0 - 1    | -                                                  | 12     | 12         |
| 29/11/1964 | J14 | UA Sedan-Torcy           | Ext. | 1 - 0    | -                                                  | 12     | 14         |
| 16/12/1964 | J15 | FC Sochaux               | Dom. | 0 – 0    | -                                                  | 13     | 11         |
| 13/12/1964 | J16 | SC Toulon                | Ext. | 1 - 3    | Mekloufi 4e, Herbin 16e, Guy 75e                   | 15     | 14         |
| 20/12/1964 | J17 | AS Monaco FC             | Dom. | 2 - 0    | Heutte 6e, Herbin 68e                              | 17     | 9          |

#### Matchs retours
| Date       | N o | Adversaire               | Lieu | Résultat | Buteurs pour Saint-Étienne     | Points | Classement |
| ---------- | --- | ------------------------ | ---- | -------- | ------------------------------ | ------ | ---------- |
| 03/01/1965 | J18 | FC Nantes                | Dom. | 2 - 0    | Ferrier 85e                    | 19     | 5          |
| 10/01/1965 | J19 | Lille OSC                | Ext. | 3 – 3    | Guy 23e 88e, Heutte 44e        | 20     | 6          |
| 24/01/1965 | J20 | Stade français FC        | Dom. | 0 – 0    | -                              | 21     | 6          |
| 31/01/1965 | J21 | Nîmes Olympique          | Ext. | 1 - 0    | -                              | 21     | 9          |
| 07/02/1965 | J22 | FC Rouen                 | Dom. | 1 - 3    | Heutte 28e                     | 21     | 10         |
| 21/02/1965 | J23 | RC Strasbourg            | Ext. | 1 - 0    | -                              | 21     | 11         |
| 28/02/1965 | J24 | Toulouse FC              | Dom. | 1 - 0    | Guy 44e                        | 23     | 10         |
| 14/03/1965 | J25 | Olympique lyonnais       | Ext. | 0 - 1    | Herbin 5e                      | 25     | 8          |
| 21/03/1965 | J26 | Angers SCO               | Dom. | 2 - 1    | Salen 50e, Grobardik 56e (csc) | 27     | 6          |
| 28/03/1965 | J27 | Stade rennais UC         | Dom. | 3 - 1    | Guy 11e (pen.) 85e, Epalle 15e | 29     | 5          |
| 10/04/1965 | J28 | US Valenciennes-Anzin    | Ext. | 2 - 0    | -                              | 29     | 7          |
| 21/04/1965 | J29 | UA Sedan-Torcy           | Dom. | 1 – 1    | Ferrier 30e                    | 30     | 7          |
| 24/04/1965 | J30 | FC Sochaux               | Ext. | 3 - 2    | Herbin 6e, Mekloufi 11e        | 30     | 9          |
| 05/05/1965 | J31 | RC Lens                  | Ext. | 4 - 1    | Wisnieski 42e                  | 30     | 12         |
| 09/05/1965 | J32 | SC Toulon                | Dom. | 1 - 0    | Mekloufi 14e                   | 32     | 11         |
| 15/05/1965 | J33 | AS Monaco FC             | Ext. | 0 - 2    | Mekloufi 33e, Wisnieski 47e    | 34     | 7          |
| 30/05/1965 | J34 | FC Girondins de Bordeaux | Ext. | 1 – 1    | Guy 23e                        | 35     | 7          |

#### Classement final
En cas d'égalité entre deux clubs, le premier critère de départage est la différence de buts.
| Rang | Équipe                   | Pts | J  | G  | N  | P  | Bp | Bc | Diff |
| ---- | ------------------------ | --- | -- | -- | -- | -- | -- | -- | ---- |
| 1    | FC Nantes                | 43  | 34 | 16 | 11 | 7  | 66 | 45 | +21  |
| 2    | FC Girondins de Bordeaux | 41  | 34 | 16 | 9  | 9  | 43 | 32 | +11  |
| 3    | US Valenciennes-Anzin    | 40  | 34 | 14 | 12 | 8  | 52 | 30 | +22  |
| 4    | Stade rennais UC C       | 38  | 34 | 15 | 8  | 11 | 67 | 48 | +19  |
| 5    | RC Strasbourg            | 38  | 34 | 13 | 12 | 9  | 56 | 46 | +10  |
| 6    | Olympique lyonnais       | 36  | 34 | 13 | 10 | 11 | 46 | 50 | -4   |
| 7    | AS Saint-Étienne T       | 35  | 34 | 13 | 9  | 12 | 48 | 43 | +5   |
| 8    | RC Lens                  | 35  | 34 | 12 | 11 | 11 | 55 | 61 | -6   |
| 9    | Lille OSC P              | 34  | 34 | 10 | 14 | 10 | 57 | 48 | +9   |
| 10   | FC Sochaux P             | 34  | 34 | 13 | 8  | 13 | 49 | 45 | +4   |
| 11   | Toulouse FC              | 33  | 34 | 12 | 9  | 13 | 50 | 52 | -2   |
| 12   | AS Monaco FC             | 33  | 34 | 13 | 7  | 14 | 41 | 45 | -4   |
| 13   | Angers SCO               | 31  | 34 | 12 | 7  | 15 | 44 | 51 | -7   |
| 14   | UA Sedan-Torcy           | 30  | 34 | 11 | 8  | 15 | 51 | 58 | -7   |
| 15   | Stade français FC        | 30  | 34 | 9  | 12 | 13 | 40 | 52 | -12  |
| 16   | FC Rouen                 | 30  | 34 | 12 | 6  | 16 | 31 | 48 | -17  |
| 17   | Nîmes Olympique          | 29  | 34 | 13 | 3  | 18 | 42 | 58 | -16  |
| 18   | SC Toulon P              | 22  | 34 | 9  | 4  | 21 | 31 | 57 | -26  |

Victoire à 2 points
Qualifications européennes
- 1er : qualifié pour la Coupe des clubs champions européens
- Vainqueur de la Coupe de France : qualifié pour la Coupe d'Europe des vainqueurs de coupe

Relégation
- 16e et 17e : barrage de relégation en Division 2
- 18e : relégation en Division 2

Abréviations
T : Tenant du titre

C : Vainqueur de la Coupe de France 1964-65

P : Promus de Division 2
- En raison du passage de la D1 à 20 clubs, ce sont les trois premiers du classement de D2, à savoir l'OGC Nice, le Red Star OA et l'AS Cannes, qui obtiennent la montée directe en D1. Les quatrième et cinquième, le Limoges FC et l'US Boulogne, jouent des barrages pour monter.

### Coupe de France

#### Tableau récapitulatif des matchs
| Date       | N o              | Adversaire            | Lieu                       | Résultat | Buteurs pour Saint-Étienne       | Suite                           |
| ---------- | ---------------- | --------------------- | -------------------------- | -------- | -------------------------------- | ------------------------------- |
| 17/01/1965 | 32èmes de finale | Grenoble              | Stade de Gerland, Lyon     | 3 - 1    | Guy 17e, Heutte 73e 84e          | Qualifiés pour le prochain tour |
| 14/02/1965 | 16èmes de finale | AS Monaco FC          | Stade Vélodrome, Marseille | 3 - 0    | Epalle 30e, Guy 35e,Herbin 68e   | Qualifiés pour le prochain tour |
| 07/03/1965 | 8èmes de finale  | FC Rouen              | Parc des Princes, Paris    | 1 - 0    | Guy 61e                          | Qualifiés pour le prochain tour |
| 04/04/1965 | Quart de finale  | US Valenciennes-Anzin | Stade de Gerland, Lyon     | 3 - 2    | Ferrier 1re, Guy 59e, Epalle 77e | Qualifiés pour le prochain tour |
| 30/04/1965 | Demi- finale     | Stade rennais UC      | Parc des Princes, Paris    | 3 - 0    | -                                | Éliminés                        |

### Coupe d'Europe des Clubs Champions

#### Tableau récapitulatif des matchs
| Date       | N o                   | Adversaire        | Lieu                                   | Résultat | Buteurs pour Saint-Étienne | Suite    |
| ---------- | --------------------- | ----------------- | -------------------------------------- | -------- | -------------------------- | -------- |
| 09/09/1964 | 1/16ème finale aller  | La Chaux-de-Fonds | Stade Geoffroy-Guichard, Saint-Étienne | 2 – 2    | Mekloufi 17e, Guy 60e      | -        |
| 16/09/1964 | 1/16ème finale retour | La Chaux-de-Fonds | Stade Charrière, La Chaux-de-Fonds     | 2 - 1    | Guy 10e                    | Éliminés |

### Statistiques

#### Équipe-type
| \| Bernard Polny Tylinski Sbaïz Casado Ferrier Mekloufi Herbin (Wisnieski) N'Doumbé Guy Heutte (Salen) \| Équipe-type de la saison 1964-1965 |
| Bernard Polny Tylinski Sbaïz Casado Ferrier Mekloufi Herbin (Wisnieski) N'Doumbé Guy Heutte (Salen)                                          |

#### Buteurs
| Place | Nom              | Division 1 | Coupe de France | Coupe des clubs Champions | TOTAL des BUTS |
| 1     | André Guy        | 17 buts    | 4 buts          | 2 buts                    | 23 buts        |
| 2     | François Heutte  | 8 buts     | 2 buts          | -                         | 10 buts        |
| 3     | Rachid Mekloufi  | 8 buts     | -               | 1 but                     | 9 buts         |
| 4     | Robert Herbin    | 4 buts     | 1 but           | -                         | 5 buts         |
| 5     | Robert Salen     | 4 buts     | -               | -                         | 4 buts         |
| 6     | Gérard Epalle    | 1 but      | 2 buts          | -                         | 3 buts         |
| 8     | René Ferrier     | 2 buts     | 1 but           | -                         | 3 buts         |
| 9     | Maryan Wisnieski | 2 buts     | -               | -                         | 2 buts         |
| #     | contre son camp  | 2 buts     | -               | -                         | 2 buts         |
| Total | 11 buteurs       | 48 buts    | 10 buts         | 3 buts                    | 61 buts        |

Date de mise à jour : le 9 janvier 2015.

#### Affluences
177.702 spectateurs ont assisté à des rencontres de l'AS Saint-Etienne en 18 rencontres. Soit une moyenne de 9872 spectateurs.
Affluence de l'AS Saint-Étienne à domicile

### Équipe de France
4  stéphanois auront les honneurs de l’Equipe de France cette saison : Pierre Bernard avec 1 sélection, Robert Herbin avec  4 sélections et René Ferrier  et André Guy avec 3 sélections.
| Joueurs        | Position  | Date       | Lieu       | Adversaire  | Type rencontre               | Score | Temps de jeu | Buts |
| Robert Herbin  | Défenseur | 04.10.1964 | Luxembourg | Luxembourg  | Eliminatoires Coupe du monde | 0 - 2 | 90           | -    |
| Robert Herbin  | Défenseur | 11.11.1964 | Paris      | Norvège     | Eliminatoires Coupe du monde | 1 - 0 | 90           | -    |
| Robert Herbin  | Défenseur | 18.04.1965 | Belgrade   | Yougoslavie | Eliminatoires Coupe du monde | 1- 0  | 90           | -    |
| Robert Herbin  | Défenseur | 03.06.1965 | Paris      | Argentine   | Amical                       | 0 – 0 | 90           | -    |
| René Ferrier   | Milieu    | 04.10.1964 | Luxembourg | Luxembourg  | Eliminatoires Coupe du monde | 0 - 2 | 90           | -    |
| René Ferrier   | Milieu    | 11.11.1964 | Paris      | Norvège     | Eliminatoires Coupe du monde | 1 - 0 | 90           | -    |
| René Ferrier   | Milieu    | 02.12.1964 | Bruxelles  | Belgique    | Amical                       | 3- 0  | 90           | -    |
| André Guy      | Attaquant | 04.10.1964 | Luxembourg | Luxembourg  | Eliminatoires Coupe du monde | 0 - 2 | 90           | 17e  |
| André Guy      | Attaquant | 11.11.1964 | Paris      | Norvège     | Eliminatoires Coupe du monde | 1 - 0 | 90           | -    |
| André Guy      | Attaquant | 02.12.1964 | Bruxelles  | Belgique    | Amical                       | 3- 0  | 90           | -    |
| Pierre Bernard | Gardien   | 24.03.1965 | Paris      | Autriche    | Amical                       | 1- 2  | 45           | -    |